# 재개편-평등-투명-생태 시민운동
재개편-평등-투명-생태 시민운동은 산마리노의 좌익 정당이다. 선거연합 민주주의의 움직임에 가입되어있으며, 현재 의회에 8석을 확보해 원내 5당이다.